# Esymus alaiensis
Esymus alaiensis är en skalbaggsart som beskrevs av Edmund Reitter 1892. Esymus alaiensis ingår i släktet Esymus och familjen Aphodiidae. Inga underarter finns listade i Catalogue of Life.